# Hogna gabonensis
Hogna gabonensis là một loài nhện trong họ Lycosidae.
Loài này thuộc chi Hogna. Hogna gabonensis được Carl Friedrich Roewer miêu tả năm 1959.